# Mmankgodi
Mmankgodi es una ciudad situada en el Distrito de Kweneng, Botsuana. Se encuentra a 30 km al suroeste de Gaborone y a 30 kkm de la frontera con Sudáfrica. Tiene una población de 6.802 habitantes, según el censo de 2011.
El pueblo de Mmankgodi se llama Bahurutshi, un grupo también se encuentra en el pueblo de Manyana. Llegaron a la región desde Sudáfrica a lo largo del siglo XVIII debido a la opresión de los Bóer, que condujo a la Batalla de Dimawe en 1852. El jefe tribal de Mmankgodi es Kgosi y, como es costumbre en Botsuana, la salutación 'Kgosi' es el título usado antes del nombre del jefe.